# Michael Otieno Odiwa
Michael Cornelius Otieno Odiwa (ur. 11 listopada 1962 w Sori Karungu) – kenijski duchowny katolicki, biskup diecezjalny Homa Bay od 2021.

## Życiorys

### Prezbiterat
Święcenia kapłańskie otrzymał 3 lipca 1993 i został początkowo inkardynowany do diecezji Kisii, ale w październiku 1993 został włączony do duchowieństwa nowo powstałej diecezji Homa Bay. Pracował głównie jako duszpasterz parafialny, był także m.in. wychowawcą w diecezjalnym seminarium (1997–1998) oraz wikariuszem generalnym diecezji (2007–2015). W 2015 wyjechał jako misjonarz fidei donum do Australii i pracował duszpatersko w archidiecezji Adelaide.

### Episkopat
28 listopada 2020 papież Franciszek mianował go biskupem diecezjalnym Homa Bay. Sakry udzielił mu 9 lutego 2021 nuncjusz apostolski w Kenii – arcybiskup Hubertus van Megen.